# Жуков, Николай Николаевич
Николай Николаевич Жу́ков (1908—1973) — советский художник-график, иллюстратор. Народный художник СССР (1963). Лауреат двух Сталинских премий второй степени (1943, 1951).

## Биография

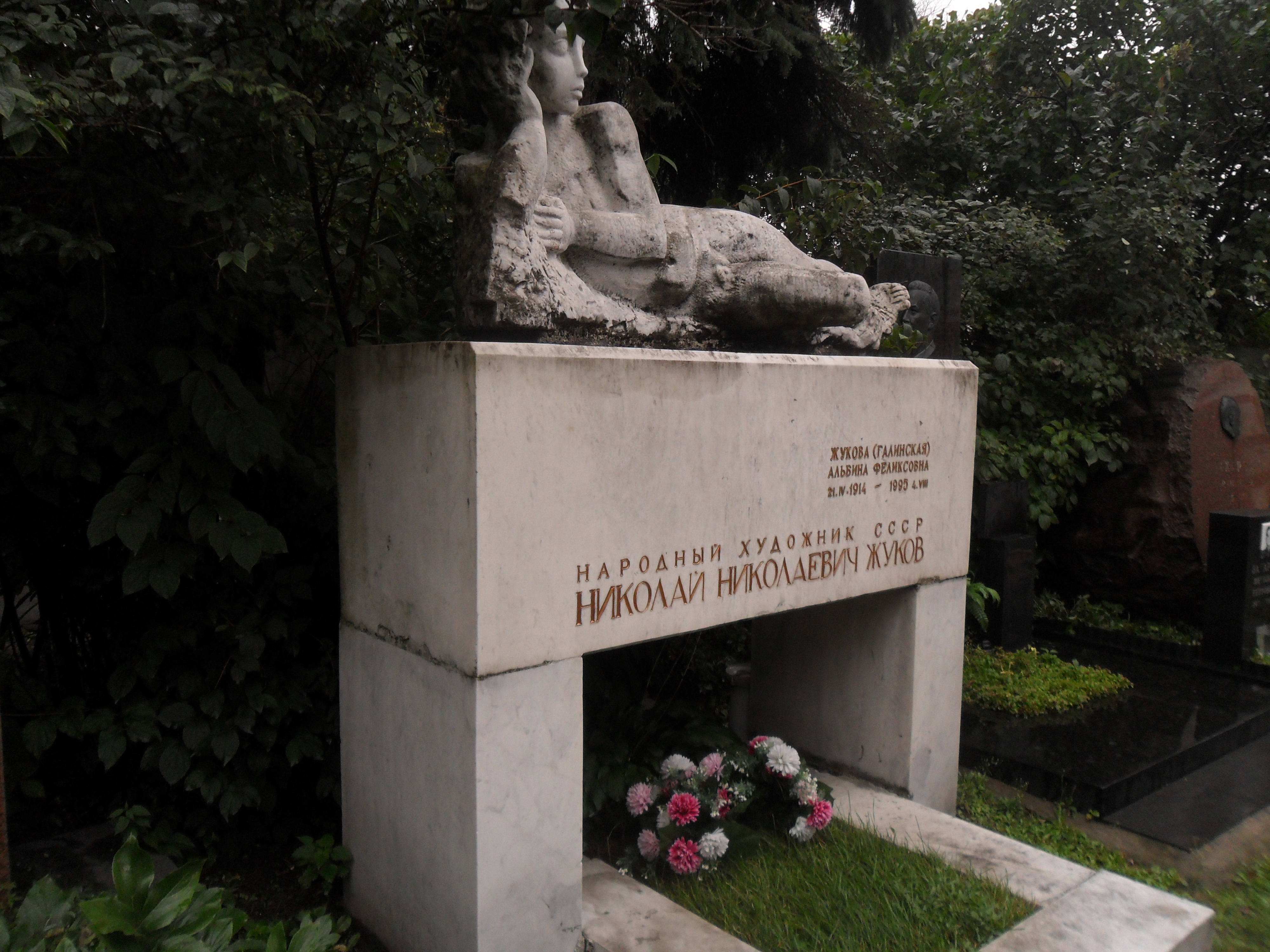
Могила Жукова на Новодевичьем кладбище.

Николай Жуков родился 19 ноября (2 декабря) 1908 года в Москве, в семье юриста, отец будущего художника был царским прокурором.
В 1916 году семья переехала в Елец, детство будущий художник провёл в Вятке и Ельце.
Начальное художественное образование получил в Нижегородском художественно-промышленном техникуме. В 1928 году поступил в Саратовский художественно-промышленный техникум (ныне Саратовское художественное училище имени А. П. Боголюбова), которое закончил в 1930 году.
В 1932 году начал творческую деятельность. Первое время выполнял различные заказы типографий и книжных издательств: от изготовления эскизов фантиков для конфет, до рекламных плакатов и макетов обложек журналов «Sovietland», «Soviet Travel» (1933-1934, вместе с В. С. Климашиным). В этот период времени работал над книжными иллюстрациями («Воспоминания о Марксе и Энгельсе» и др.), рисовал плакаты. Занимался оформлением и иллюстрированием книг в издательстве «Профиздат» (1932—1933).
В 1933—1939 годах работал во Всесоюзной торговой палате и в государственном акционерном обществе «Интурист», занимался торговой рекламой, плакатами, промышленной и книжной графикой — делал макеты меню, программы для туристов, эскизы оформления грампластинок, рисовал эмблемы для ВСХВ, экслибрисы для издательства «Детгиз», Академии художеств СССР, участвовал в оформлении зарубежных выставок. Одной из первых его работ, сделанной на заказ, было оформление пачки знаменитых папирос «Казбек». Серии тематических рисунков «В. И. Ленин» (1940) и «О детях» (1943—1968).
В годы войны служил солдатом в артиллерии, потом работал в редакции армейской газеты на Калининском фронте и одновременно военным корреспондентом «Правды». Создал фронтовые плакаты: «Отстоим Москву!» (в соавторстве с В. С. Климашиным), «Выстоять!», «Бей насмерть!», «Они не пройдут!…» На страницах газеты «Правда» публикуют его рисунки: «В гостях у защитника Сталинграда», «Спасибо, родная!», «Автобат на привале», «Вперёд!», «Героическая смерть Лизы Чайкиной» и другие.
С лета 1943 по 1973 год — художественный руководитель Студии военных художников имени М. Б. Грекова.
После войны газета «Правда» направила его своим корреспондентом на Нюрнбергский процесс, где он сделал более 400 рисунков и познакомился с писателем Б. Н. Полевым, а потом иллюстрировал его книгу с 1946 по 1950 год «Повесть о настоящем человеке».
В 1968 и в 1973 годах побывал в Италии, где работал на графической серией портретов участников итальянского движения Сопротивления.
Значительная часть творчества художника посвящена жизни и деятельности В. И. Ленина, И. В. Сталина, Великой Отечественной войне. Рисовал прекрасные акварельные детские портреты. Автор десятков плакатов, многие из которых отмечены «Гран-при» на всесоюзных и международных выставках плаката.
С 1934 года — постоянный участник Всесоюзных художественных выставок, выставок Академии художеств СССР, Студии военных художников им. М. Б. Грекова, Союза художников СССР. Персональные выставки художника: 1945, 1948, 1951, 1956, 1959, 1966, 1978, 1983, 2005, 2008—2009, 2010 (Москва); 1949—1952 , 1959—1963, 1979—1983, (по городам СССР); 2009—2012 (по городам России); 2010—2017 (Звенигород, города и сёла Московской области); 1965 (Китай); 1971, 1973, 1990, 2007 (Италия); 1974—1975 (Чехословакия); 1964, 1976 (Болгария); 1977 (Германская Демократическая Республика).
Оригинальные графические работы и тиражные плакаты художника находятся в Государственной Третьяковской галерее, Русском музее, ГМИИ имени А. С. Пушкина, Государственном историческом музее, Музее-панораме «Бородинская битва», Музее обороны Москвы, Музее современной истории России, Центральном музее Вооружённых Сил России, Звенигородском историко-архитектурном и художественном музее, Иркутском художественном музее, Красноярском художественном музее имени В. И. Сурикова, Липецком художественном музее, Нижегородском государственном художественном музее, Орловском музей изобразительных искусств, Российской государственной библиотеке, Рыбинском историко-архитектурном и художественном музее-заповеднике, Самарском областном художественном музее, Саратовском художественном музее имени А. Н. Радищева, Ярославском художественном музее, Мемориальном музее немецких антифашистов (ММНА) в Красногорске, других музейных собраниях бывшего СССР.
Автор двух книг — «Счастье творчества» (1970) и «Записки художника», а также литературных трудов — более 200 статей по вопросам эстетики, культуры и искусства.
Член-корреспондент АХ СССР (1949). Член Союза художников СССР.
Член КПСС с 1945 года.
Умер 24 сентября 1973 года в Москве. Похоронен на Новодевичьем кладбище (участок № 7).

### Семья
- Жена — Альбина Феликсовна Галинская (1914—1995)
- Дочь — Наталья Николаевна Жукова (род. 1943), работала преподавателем французского языка в Московском академическом хореографическом училище (МАХУ), замужем за В. А. Грамматиковым

- Дочь — Арина Николаевна Жукова-Полянская (1945—2017), художник по стеклу, искусствовед, академик Российской Академии художеств, инициатор создания в Ельце дома-музея Н. Н. Жукова
- Сын —  Андрей Николаевич Жуков (род. 1952)

## Награды и звания
- Народный художник РСФСР (1955)
- Народный художник СССР (1963)
- Сталинская премия второй степени (1943) — за серию рисунков о Красной Армии и за иллюстрации для альбома «Маркс и Энгельс»[2][4].
- Сталинская премия второй степени (1951) — за иллюстрации к «Повести о настоящем человеке» Б. Н. Полевого
- Орден Ленина (1967)
- Орден Трудового Красного Знамени (1962)
- Орден Красной Звезды
- Медаль «В память 800-летия Москвы»
- Медаль «В ознаменование 100-летия со дня рождения Владимира Ильича Ленина»
- Медаль «За доблестный труд в Великой Отечественной войне 1941—1945 гг.»
- Золотая медаль АХ СССР (1971)
- Золотая медаль имени М. Б. Грекова — за графическую серию портретов участников итальянского движения Сопротивления и за художественное руководство коллективом художников по восстановлению панорамы «Бородинская битва» (1972).
- Почётный гражданин Ельца (1972).

## Память
- Стараниями дочери художника Арины в декабре 1992 года был организован единственный в России дом-музей Н. Н. Жукова (Елец, ул. 9 Декабря, 42).
- В Ельце, на пересечении улиц Коммунаров и Мира, недалеко от центральной площади, 12 сентября 2008 года, к 100-летию художника был открыт памятник, который сразу же стал настоящей городской достопримечательностью. По замыслу скульптора А. М. Тарытанова и архитектора М. В. Корси художник изображён пишущим с натуры портрет девочки. Рядом стоит мальчик с мячом, который оценивает сходство рисунка с оригиналом. В руках у мальчика дневник с именем и фамилией «Никита Михалков». Трогательная девочка с косичками, которую рисует художник, — любимая дочь художника Арина. Памятник появился благодаря её стараниям. Идея и концепция памятника тоже принадлежат Арине Жуковой.

Произведения Н.Н. Жукова на знаках почтовой оплаты СССР
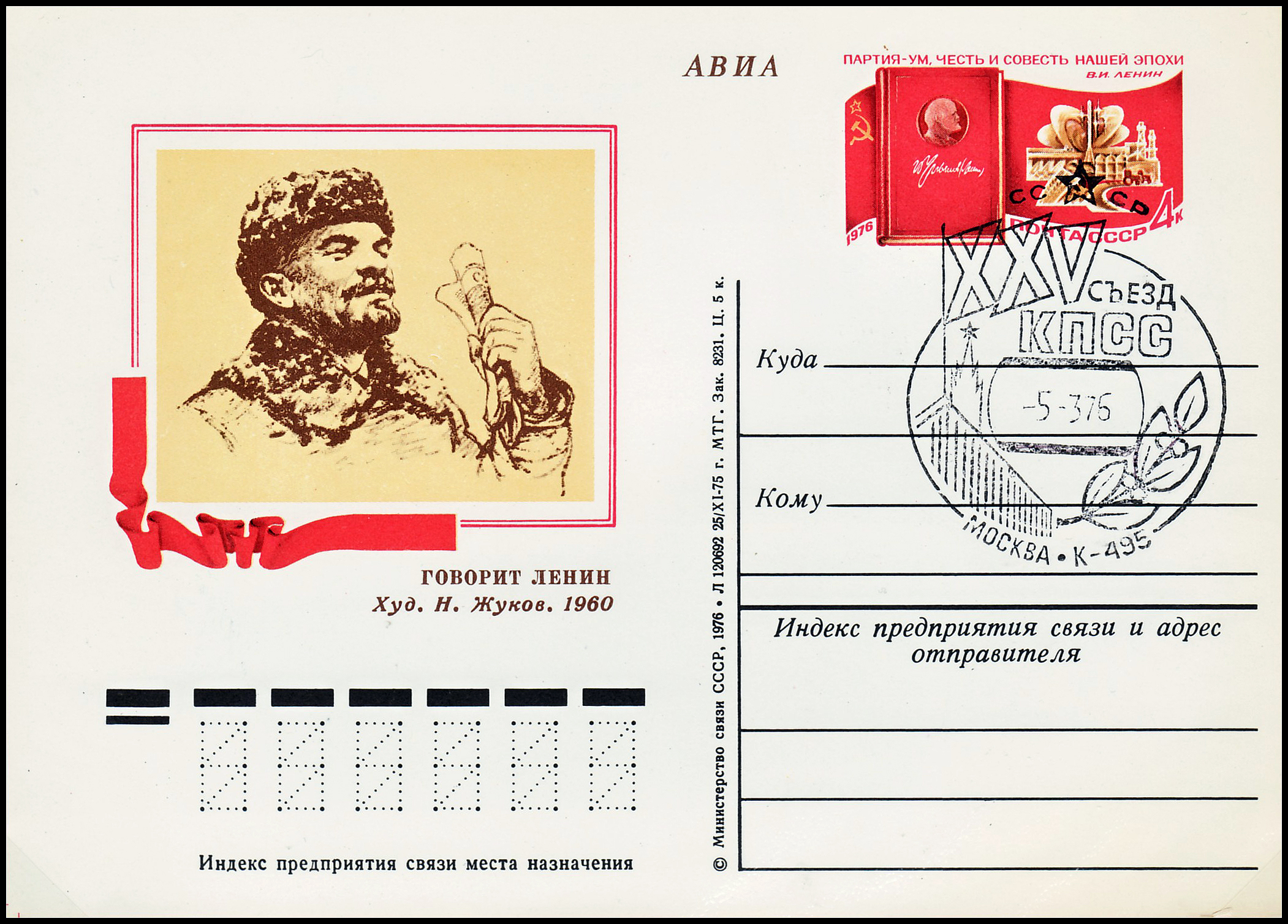
«Говорит Ленин». Рисунок на почтовой карточке с оригинальной маркой СССР, 1976  (ЦФА [АО «Марка»] № 34)
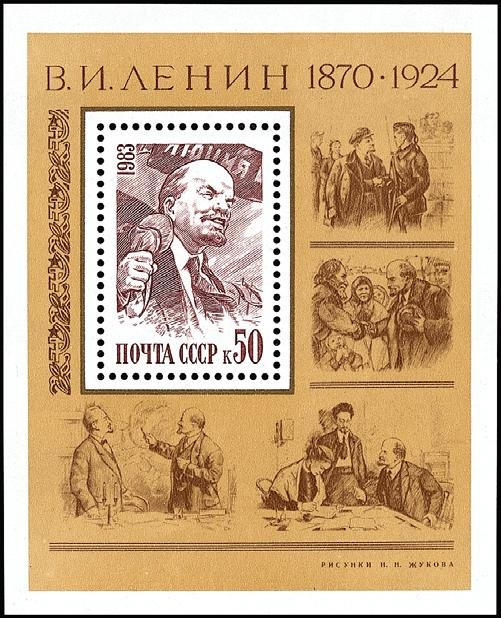
Рисунки Н.Н. Жукова, посвящённые деятельности В.И. Ленина. Почтовый блок СССР, 1983 (ЦФА [АО «Марка»] № 5385)